# Rhyncomya keffana
Rhyncomya keffana är en tvåvingeart som beskrevs av Andy Z. Lehrer 2007. Rhyncomya keffana ingår i släktet Rhyncomya och familjen Rhiniidae.
Artens utbredningsområde är Etiopien. Inga underarter finns listade i Catalogue of Life.